# Valencia Club de Fútbol (sección de atletismo)
La sección de atletismo del Valencia CF se creó en el año 1924 y se mantuvo como sección deportiva durante 80 años, desde su creación en 1924 hasta el año 1994, en el que la sección pasa a denominarse Valencia Club de Atletismo a partir de la temporada 1994/1995, y el club de desvinculó de ella. Posteriormente en el año 1999 se le cambia de nuevo el nombre y pasa a denominarse Club Atletismo Valencia Terra i Mar.
En sus inicios se desarrollaba de forma precaria, con pocos medios y escasa preparación. En sus inicios hay que destacar a José Andrés, apodado "Rochet", ganador de la Volta a peu valencia el mismo año de la creación del club, y a Archelo, Lora y Cucarella que hicieron la vuelta a España corriendo.
Posteriormente en la década de 1930 la guerra civil y la postguerra prácticamente paralizaron la actividad de la sección. Y hay que dar un salto en el tiempo hasta la década de 1950 para que se inicie el despegue definitivo siendo el principal valedor Emilio Ponce, el mejor velocista valenciano de su época, que llegó a competir con la selección española en la prueba de relevos 4 x 100 consiguiendo un récord de España.
En la década de 1960 Emilio Ponce pasa a ser entrenador y Antonio Ferrer como delegado consiguen que la sección siga subiendo peldaños dentro del panorama nacional. En 1963 empiezan a competir las mujeres y en 1966 la sección consigue el ascenso a la primera división española de atletismo contando en sus filas con atletas como Rafael Blanquer plusmarquista español de salto de longitud y bronce en el Campeonato de Europa de Atletismo, Talens, Gózalvez, Soriano, Oliag, Parajón, entre otros.
En la década posterior, de 1970, la sección mantiene su nivel y se consolida como uno de los referentes del atletismo nacional. Rafael Blanquer sigue siendo el atleta más destacado, sobrepasando los ocho metros en el salto de longitud, y al que se le unen Antonio Campos, ambos olímpicos en Montreal 1976, y López Peris que consiguió mínima olímpica al realizar una marca de 46.40s en los 400 lisos pero finalmente no acudió.

## Palmarés Por equipos
- Campeón de la copa de la Reina de pista cubierta en 1993 y 1994.[3]